# Afrodisíaco

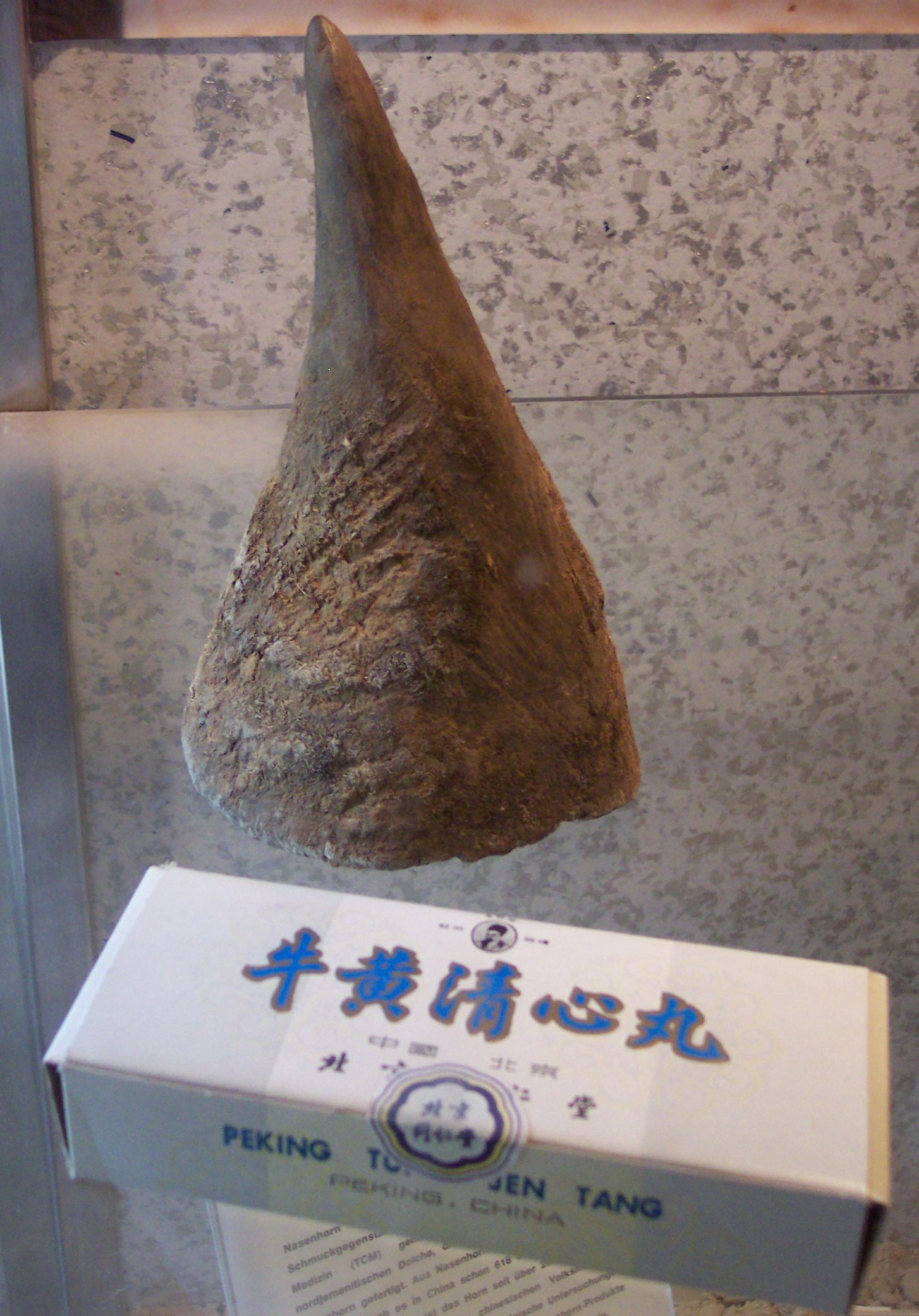
El cuerno de rinoceronte, considerado por los asiáticos un afrodisíaco.

Un afrodisíaco es una sustancia que incrementa el deseo sexual entre las personas. El término deriva del nombre de la diosa griega del amor, Afrodita (Venus, para los romanos), divinidad relacionada con la fecundidad y la energía primaveral. A través de la historia algunas comidas, bebidas y comportamientos han tenido la reputación de hacer que el sexo sea más placentero. Sin embargo, desde el punto de vista histórico y científico, los resultados aclamados pudieron haber sido debido a que funcionaría en realidad el efecto placebo. En concreto, la ciencia médica occidental no tiene pruebas concluyentes de que alguna sustancia en general y alguna comida en particular aumente el deseo o el rendimiento sexual.
Algunos supuestos afrodisíacos obtienen su reputación de los principios de la magia simpática, como por ejemplo las ostras, debido a su forma.
Se pueden clasificar en cuatro tipos:
- Afrodisíacos de acción central.
- Afrodisíacos por asociación sensual.
- Afrodisíacos por excitación de vías análogas a las sexuales.
- Afrodisíacos por tradición cultural.

## Afrodisíacos de acción central
Existen fundamentalmente tres tipos de sustancias: fármacos, hormonas u otras sustancias.
En general son sustancias que producen desinhibición y pérdida de los frenos naturales. Tienen efecto afrodisíaco o estimulante del deseo sexual: los fármacos que elevan la dopamina en el sistema nervioso central; la testosterona y hormonas afines y la hormona estimulante de los melanocitos o MSH (probablemente esta hormona es la provocadora del estado de celo en los vertebrados).

### Alquilo nitritos
Nitritos de alquilo (poppers)Popper, tienen una larga historia de uso como una ayuda para la mejora sexual, que se remonta a cincuenta años. De acuerdo con el texto "Isobutyl nitrite and Related Compounds"[cita requerida], muchos investigadores coinciden en que el nitrito de alquilo puede ser un afrodisíaco eficaz en el sentido de promover y mejorar la respuesta sexual.

### Bremelanotida
Algunos compuestos que activan los receptores de melanocortina MC3-R y MC4-R en el cerebro son efectivos afrodisíacos. Un compuesto de esta clase, la bremelanotida, antes conocido como PT-141, está siendo sometido a pruebas clínicas para el tratamiento del trastorno de excitación sexual y la disfunción eréctil. Está dirigido a hombres y mujeres. Los resultados preliminares han demostrado la eficacia de esta droga, sin embargo el desarrollo se suspendió a causa de un efecto secundario que suponía el aumento de la presión sanguínea en una serie de sujetos de experimento a los que se administró la droga por vía nasal. El 12 de agosto de 2009, Palatin, la compañía que desarrollaba el fármaco, anunció resultados positivos (no se volvieron a observar efectos de aumento de la presión sanguínea) de una primera fase de un estudio clínico en el que a los sujetos de experimento se les administraba la droga de manera subcutánea. Al mismo tiempo Palatin está desarrollando un compuesto similar llamado PL-6983.

### Melanotan II
Se ha demostrado que el Melanotan II, el precursor del bremelanotide, tiene propiedades afrodisíacas.

### FEA
Existe un debate en círculos legos sobre si un componente químico llamado feniletilamina, presente en el chocolate, es un afrodisíaco. Hay algunas pruebas que apoyan la teoría de que la feniletilamina liberada en el cerebro puede estar relacionada con la atracción sexual y el deseo, pero este componente lo degrada rápidamente las monoamino oxidasas, así que es improbable que alguna concentración significativa alcance el cerebro cuando la feniletilamina se consume oralmente.

### Testosterona
La libido está claramente relacionada con los niveles de hormonas, particularmente con la testosterona. Cuando se presenta una disminución del deseo en personas con niveles relativamente bajos de testosterona (mujeres menopáusicas u hombres mayores de 60 años), los suplementos de testosterona a menudo aumentan la libido. Los métodos que utilizan un número de precursores que se espera que aumenten los niveles de testosterona se han mostrado efectivos en hombres mayores, pero no han tenido éxito aplicados a otros grupos.

### Yohimbina
La yohimbina es el principal alcaloide del yohimbe. El yohimbe, no la yohimbina, se conoce popularmente como un inhibidor débil de las monoamino oxidasas. En las preparaciones farmacéuticas de la yohimbina no se indica que la droga (que está aprobada en los Estados Unidos como tratamiento de la impotencia con los nombres de marca Yocon, Yohimex, Aphrodyne y Viritab) sea un inhibidor de las monoamino oxidasas.

### Otros
El chocolate tiene xantinas de nivel central que se comportan como neurotransmisores excitatorios en especial feniletilamina (FEA). La mandrágora, un rizoma de origen asiático cuyas ramificaciones a veces recuerdan a la forma humana, contiene alcaloides narcóticos y su infusión se considera un afrodisíaco muy poderoso. El satiricón que es una planta orquidácea mencionada en la obra del mismo nombre de Petronio. La mamajuana es una bebida alcohólica de la República Dominicana que tiene la fama de estimular la libido. 2C-B se vendió en pastillas de 5 mg como afrodisíaco con el nombre comercial "Erox". Existen otros alimentos como la granada, las ostras, el regalíz y la sandía que también pueden funcionar como vigorizantes masculinos.

## Afrodisíacos por asociación sexual
Desde la antigüedad plantas y alimentos cuya forma natural se parece a los órganos sexuales se han considerado afrodisíacos:
- fálicos como el plátano, el pepino o los espárragos;
- los símbolos vaginales como las ostras o los melocotones;
- los que recuerdan la mucosa genital como las fresas y manzanas rojas;
- los que recuerdan el cuerpo femenino como las peras y las guitarras y asimismo ciertas botellas de licor o perfumes.

## Afrodisíacos por excitación de vías análogas a las sexuales
En este grupo el elemento principal son los perfumes y fragancias. Ellas se encargan de excitar de manera misteriosa sitios gatillo, y otras zonas.

## Afrodisíacos por tradición cultural
Con efectos misteriosos trasmitidos de generación en generación, en especial los mariscos, el borojó, el guaraná, el chontaduro, los nidos de golondrinas, el semen de animales, los cuernos de rinoceronte, el picante de bachaco culón catara del Amazonas y el ginseng (que es una raíz china) que contiene péptidos que podrían mejorar el bienestar general y la función eréctil. Existe un "síndrome de abuso del ginseng" (SAG) con hipertensión, nerviosismo, diarrea y riesgo de un síndrome de Stevens-Johnson en casos extremos.